# Domas (Vorname)
Domas ist ein litauischer männlicher Vorname, eine Abkürzung des litauischen Namens Dominykas. Dieser wiederum ist lateinischen Ursprungs und bedeutet: „Am Tag Gottes Geboren“.

## Bekannte Namensträger
- Domas Griškevičius (* 1985), Politiker, Vizebürgermeister von Šiauliai
- Domas Kaunas (* 1949),  Literaturwissenschaftler und Kulturhistoriker
- Domas Krivickas (1905–1999),  Jurist und Professor
- Domas Petrulis (* 1981),  Politiker, Seimas-Mitglied